# ザ・リヴァーボート・ソング
「ザ・リヴァーボート・ソング」 (The Riverboat Song) は、ロックバンド、オーシャン・カラー・シーン (OCS) による楽曲である。
この曲は、主要なリフや歌詞の一部など、レッド・ツェッペリンの「フォア・スティックス」に多大な影響を受けている。同曲と同様に、この曲ではロックにおいて一般的な4/4拍子ではなく、6/8拍子が使われている。BBCラジオ1のDJであったクリス・エヴァンズが自らのラジオ番組で頻繁でオンエアし、テレビ番組『TFIフライデイ』のゲストとして紹介したりしたため、広く知られることとなった。
結果として、1996年2月にシングルとしてリリースされ、全英シングルチャートでは15位を記録。この影響もあって、アルバム『モーズリー・ショールズ』からは、続く2枚のシングル、「ユーヴ・ガット・イット・バッド」 (7位)、「ザ・デイ・ウィ・コート・ザ・トレイン」 (4位) もヒットした。
OCSのギタリスト、スティーヴ・クラドックは、スコットランドのシンガーソングライター、エイミー・マクドナルドのライヴに参加し、この曲を演奏している。

## 収録曲
1. ザ・リヴァーボート・ソング – The Riverboat Song
2. ソー・サッド – So Sad
3. チャーリー・ブラウン・セッズ – Charlie Brown Says